# Veneziamestre Rugby 1986 2010-2011

## Rosa
Fonte statistiche e rosa giocatori: It's rugby

## Eccellenza 2010-11

### Stagione regolare
| Incontro                    | Andata | Ritorno |
| --------------------------- | ------ | ------- |
| Veneziamestre — I Cavalieri | 10-20  | 12-40   |
| Petrarca — Veneziamestre    | 37-10  | 31-18   |
| Crociati — Veneziamestre    | 14-8   | 41-20   |
| Veneziamestre — L’Aquila    | 28-30  | 15-28   |
| S.S. Lazio — Veneziamestre  | 28-22  | 24-12   |
| Veneziamestre — Mogliano    | 8-13   | 8-39    |
| Rovigo — Veneziamestre      | 30-7   | 54-13   |
| Veneziamestre — Rugby Roma  | 10-21  | 12-31   |
| GranDucato — Veneziamestre  | 22-5   | 21-7    |

#### Risultati della stagione regolare
| Posizione | G  | V | N | P  | PF  | PS  | DP   | B | Pen | Pt |
| --------- | -- | - | - | -- | --- | --- | ---- | - | --- | -- |
| 10ª       | 18 | 0 | 0 | 18 | 225 | 524 | -299 | 4 | 4   | 0  |

## Trofeo Eccellenza 2010-11

### Prima fase

#### Girone A
| Incontro                   | Andata | Ritorno |
| -------------------------- | ------ | ------- |
| Mogliano — Veneziamestre   | 19-7   | 17-3    |
| Veneziamestre — GranDucato | 29-5   | 11-13   |

#### Risultati del girone A
| Posizione | G | V | N | P | PF | PS | DP | B | Pt |
| --------- | - | - | - | - | -- | -- | -- | - | -- |
| 2ª        | 4 | 1 | 0 | 3 | 50 | 54 | -4 | 2 | 6  |

## Verdetti
- Veneziamestre retrocesso in serie A1